# Michael Arden
Michael Arden, pseudonimo di Michael Jerrod Moore (Midland, 6 ottobre 1982), è un attore, cantante e regista teatrale statunitense.

## Biografia
Suo padre morì suicida e sua madre aveva problemi di droga e così Michael è cresciuto con i nonni.
Arden è omosessuale e sposato con Andy Mientus.

## Carriera

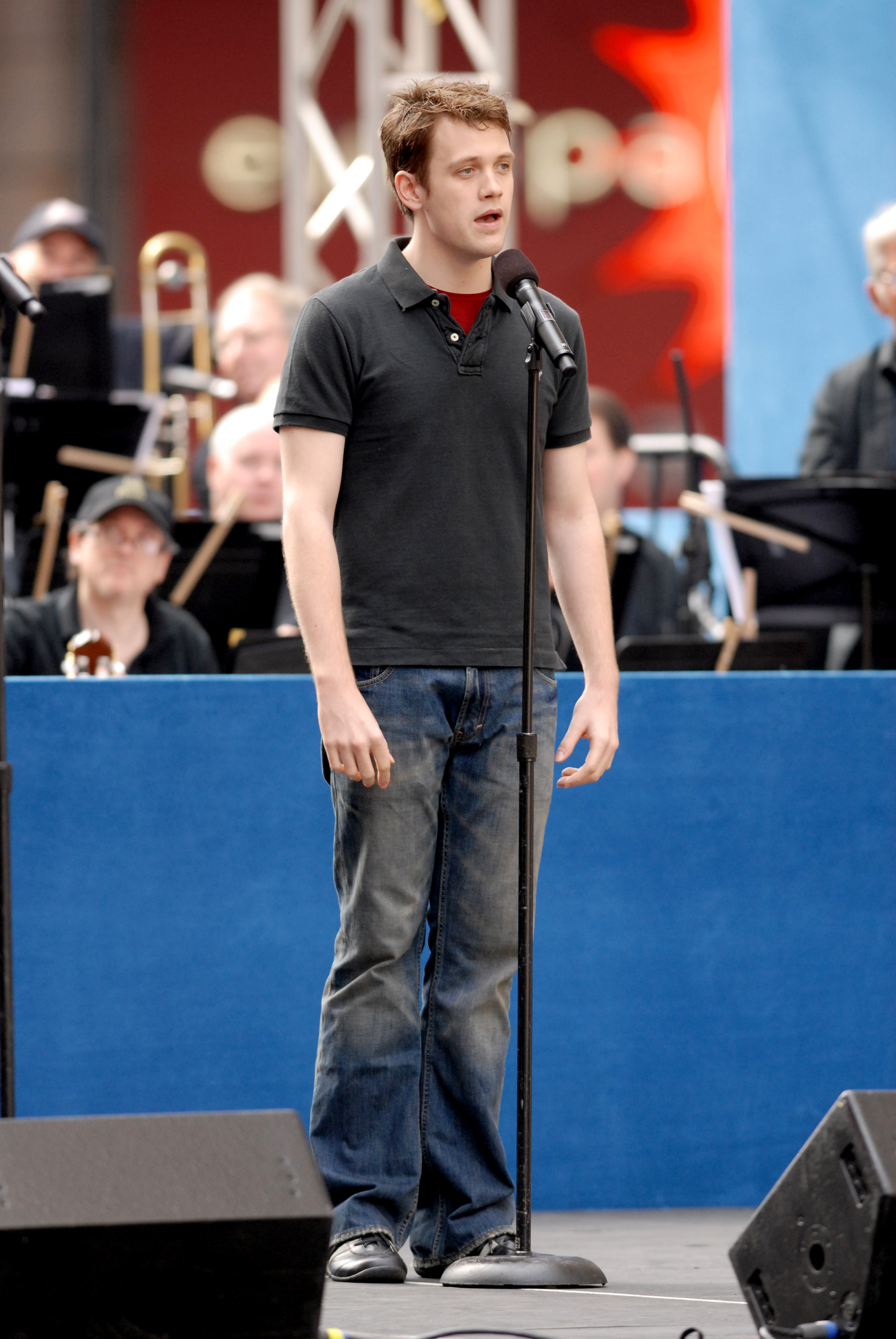
Arden a Broadway nel 2006

La sua carriera di attore comincia nel 2004 ed è principalmente noto per aver interpretato Kevin in Bride Wars - La mia migliore nemica del 2009 con Kate Hudson.
Ha recitato in diversi musical, tra cui Big River (Broadway, 2003), Bare, A Pop Opera (Off-Broadway, 2004), Pippin (Broadway, 2004), Aspects of Love (Londra, 2010) e The Hunchback of Notre Dame (San Diego, 2014). Ha composto tre musical: Easter Rising, As You Like It e Ripley. Nel 2015 dirige un revival a Broadway del musical Spring Awakening e viene candidato al Tony Award alla miglior regia di un musical. Nel 2018 viene nuovamente candidato al premio per la regia di Once on This Island, vincendolo poi nel 2023 per Parade e nel 2025 pee Maybe Happy Ending.

## Filmografia

### Cinema
- The Good Shepherd - L'ombra del potere (The Good Shepherd), regia di Robert De Niro (2006)
- Bride Wars - La mia migliore nemica (Bride Wars), regia di Gary Winick (2009)
- Source Code, regia di Duncan Jones (2011)
- L'incredibile vita di Timothy Green (The Odd Life of Timothy Green), regia di Peter Hedges (2012)

### Televisione
- Numb3rs - serie TV, 1 episodio (2006)
- Grey's Anatomy - serie TV, 1 episodio (2006)
- Cashmere Mafia - serie TV, 1 episodio (2008)
- The Return of Jezebel James - serie TV, 3 episodi (2008)
- Bones - serie TV, 1 episodio (2009)
- The Closer - serie TV, 1 episodio (2009)
- Kings - serie TV, 3 episodi (2009)
- The Forgotten - serie TV, 1 episodio (2010)
- The Good Wife - serie TV, 1 episodio (2011)
- Off the Map - serie TV, 1 episodio (2011)
- Unforgettable - serie TV,1 episodio (2011)
- Anger Management - serie TV, 100 episodi (2012-2014)
- Amiche nemiche (GCB) - serie TV, 3 episodi (2012)
- The Mentalist - serie TV, 1 episodio (2012)
- Nurse Jackie - Terapia d'urto (Nurse Jackie) - serie TV, 1 episodio (2012)
- Royal Pains - serie TV, 1 episodio (2012)
- La fantastica signora Maisel (The Marvelous Mrs. Maisel) - serie TV, 3 episodi (2019)

## Teatro

### Regista
- Spring Awakening, colonna sonora di Duncan Sheik, libretto di Steven Sater, regia di Michael Arden. Inner City Arts di Los Angeles (2014), Brooks Atkinson Theatre di Broadway (2015)
- My Fair Lady, colonna sonora di Frederick Loewe, libretto di Alan Jay Lerner. Bay Street Theatre di Sag Harbor (2016)
- Merrily We Roll Along, colonna sonora di Stephen Sondheim, libretto di George Furth. Bram Goldsmith Theater di Los Angeles (2016)
- The Pride di Alexi Kaye Campbell. Lovalace Studio Theater di Los Angeles (2017)
- Once on This Island, colonna sonora di Stephen Flaherty, libretto di Lynn Ahrens. Circle in the Square Theatre di Broadway (2017), tour USA (2019)
- Annie, colonna sonora di Charles Strouse, libretto di Thomas Meehan e Martin Charnin. Hollywood Bowl di Los Angeles (2018)
- Canto di Natale da Charles Dickens, adattamento di Michael Arden. Geffen playhouse di Los Angeles (2018), Nederlander Theatre di Broadway (2022)
- Maybe Happy Ending, colonna sonora di Will Aronson, libretto di Hue Park. Coca-Cola Stage di Atlanta (2020)
- Joseph and the Amazing Technicolor Dreamcoat, colonna sonora di Andrew Lloyd Webber, libretto di Tim Rice. David Geffen Hall di New York (2020)
- Parade, colonna sonora di Jason Robert Brown, libretto di Alfred Uhry. New York City Center di New York (2022), Bernard B. Jacobs Theatre di Broadway (2023)

### Attore
- Big River, colonna sonora di Roger Miller, libretto di William Hauptman, regia di Jeff Calhoun. American Airlines Theatre di Broadway (2003)
- Canto di Natale da Charles Dickens, regia di Greg Ganakas. North Shore Music Theatre di Beverly (2003)
- Bare, colonna sonora di Damon Intrabartolo, libretto di Jon Hartmere Jr, regia di Kristin Hanggi. American Theatre of Actors dell'Off-Broadway (2004)
- It's Only Life: The Songs of John Bucchino di John Bucchino, regia di Daisy Prince. Public Theater dell'Off-Broadway (2004)
- Swimming in the Shallow di Adam Bock, regia di Trip Cullman. McGinn/Cazale Theatre dell'Off-Broadway (2005)
- The Secret Garden, colonna sonora di Lucy Simon, libretto di Marsha Norman, regia di Stafford Arima. Mnhattan Center Studios di New York (2005)
- The Times They Are A-Changin', colonna sonora di Bob Dylan, libretto e regia di Twyla Tharp. Brooks Atkinson Theatre di Broadway (2006)
- Ace, colonna sonora di Richard Oberacker, libretto di Robert Taylor, regia di Stafford Arima. Old Globe Theatre di San Diego (2007)
- Juno, colonna sonora di Marc Blitzstein, libretto di Joseph Stein, regia di Garry Hynes. New York City Center di New York (2008)
- Pippin, colonna sonora di Stephen Schwartz, libretto di Roger O. Hirson, regia di Jeff Calhoun. Mark Taper Forum di Los Angeles (2009)
- The Hunchback of Notre Dame, colonna sonora di Alan Menken, libretto di Peter Parnell e Stephen Schwartz, regia di Scott Schwartz. La Jolla Playhouse di La Jolla (2014),
- The Hunchback of Notre Dame, colonna sonora di Alan Menken, libretto di Peter Parnell e Stephen Schwartz, regia di Scott Schwartz. Paper Mill Playhouse di Millburn (2015)
- Re Lear di William Shakespeare, regia di Sam Gold. Cort Theatre di Broadway (2019)

## Doppiatori italiani
Nelle versioni in italiano delle opere in cui ha recitato, Michael Arden è stato doppiato da:
- Gianluca Crisafi in Grey's Anatomy
- Stefano Miceli in Bride Wars - La mia migliore nemica
- Flavio Aquilone in The Closer
- Andrea Mete in Source Code